# Фотокопіювання
Фотокопіювання — відтворювання фотографічним способом копій з графічних і текстових оригіналів; спосіб копіювання документів. 
Для фотокопіювання використовують фотографічні і фотокопіювальні апарати, копіювальні верстати тощо.

## Види та особливості
Розрізняють фотокопіювання за звичайною фотографічною технологією, що дає змогу отримувати високоякісні фотокопії з тонових оригіналів, і фотокопіювання за спрощеним технологічним процесом — технічне фотокопіювання (ним виготовляють копії з непрозорих одно- або двосторонніх оригіналів схем, креслеників тощо). Найпоширенішим технічним є рефлексне (пряме) фотокопіювання — безпосереднім контактом оригіналу з світлочутливим шаром так званого рефлексного фотопаперу, основа якого прозора для світлового проміння, під впливом якого у цьому шарі виникає приховане фотографічне зображення; після проявлення отриманого негатива оригіналу вдаються до копіювання з нього позитива.